# Premi Golden Raspberry
El Premi Golden Raspberry, també conegut com els Razzies van ser creats per John J. B. Wilson el 1980 (i es van lliurar per primer cop el 1981), amb l'objectiu de contraposar els Oscars de l'Acadèmia per honrar (o deshonrar) les pitjors actuacions, guions, cançons, direccions i pel·lícules de la indústria cinematogràfica. El terme raspberry, gerd en català, és usat en el seu sentit irreverent, com en blowing a raspberry (en català, fer un petarrelleig), que en argot estatunidenc significa fer un soroll de burla amb la boca i la llengua.
Els guardons són votats pels membres del Golden Raspberry Award Foundation (GRAF). Hi pot ser membre qualsevol persona, a diferència de l'Acadèmia de Hollywood. Tradicionalment, les nominacions s'anuncien un dia abans que les nominacions als Oscar, i els premis són lliurats el dia abans a la cerimònia dels Oscar.

## Els Razzie
El guardó sol tenir la forma d'un gerd de plàstic i un rotllo de pel·lícula pintats en sprai de color daurat, amb una base també de plàstic. El seu valor nominal és de 4.89 dòlars.

## Nominacions
La nominació i selecció són dutes a terme per la Golden Raspberry Award Foundation (GRAF), un grup obert els membres del qual paguen entre 25 i 250 dòlars a l'any per formar-hi part. El 2006, el GRAF tenia aproximadament uns 750 membres.
A la 42a edició dels premis Razzies el 2022, Bruce Willis va rebre la seva pròpia categoria especial: "la pitjor actuació de Bruce Willis en una pel·lícula del 2021". Willis ha estat l'únic actor nominat vuit vegades per pel·lícules com "American Siege" i "Midnight in the Switchgrass". Finalment, l'actor va guanyar per la seva actuació a "Cosmic Sin", una pel·lícula de ciència-ficció en la que Willis interpreta un paper protagonista. Però dies després que es lliuressin els Razzies, la família de Willis va anunciar que l'estrella deixava d'actuar després que se li diagnostiqués afàsia, una condició que pot afectar la capacitat d'una persona per entendre i produir llenguatge, i la GRAF va eliminar la categoria per respecte.

## Categories
Les categories oficials dels Razzies són:
- Pitjor pel·lícula
- Pitjor director
- Pitjor actor
- Pitjor actriu
- Pitjor actor de repartiment
- Pitjor actriu de repartiment
- Pitjor parella protagonista (des de 1994)
- Pitjor guió
- Pitjor seqüela, remake, preqüela o rip-off (les dues primeres des de 1994, les dues segones des de 2006)
- Pitjor nova estrella (de 1981 a 1988 i de 1990 a 1998)
- Pitjor cançó original (de 1980 a 1999 i 2002)

### Categories especials
En diverses edicions s'han introduït categories específiques. Alguns premis especials són com el Pitjor Guió al voltant de 100 milions de dòlars (1996), la Pel·lícula adolescent més escatològica (2002), Pitjor excusa per a una pel·lícula actual (2003) o Pitjor Excusa per a una pel·lícula familiar (2006), entre d'altres.

## Altres tipus de premis
Amb els anys, els Golden Raspberry han guardonat amb premis especials.

### Premi a la Pitjor Carrera
Ha estat donat només en cinc vegades: 1981 (Ronald Reagan), 1983 (Linda Blair), 1985 (Irwin Allen), 1987 (Bruce, de la pel·lícula Jaws) i 2009 (Uwe Böll, al qual van considerar la resposta alemanya a Ed Wood).

### Premi del Governador
Un guardó especial donat pel Governador dels Premis Razzies, en John Wilson, a una persona que els seus "mèrits" no estiguen dins les categories clàssiques. Va ser donat el 2003 a Travis Payne, per una "distingida coreografia poc reeixida" de la pel·lícula From Justin to Kelly.

## Estrelles que han acceptat el Razzie
Tot i que molts actors, directors i productors són guardonats en els Premis Golden Raspberry, en pocs casos els guanyadors acudeixen a recollir el Razzie en persona.
- 1987: Bill Cosby va ser guanyar tres Razzies com a pitjor pel·lícula, actor i guió en Leonard Part 6, una producció d'espies que el mateix Cosby ha condemnat posteriorment. Cosby va rebre de la Fox una reproducció del Razzie en or i marbre italià, valorat en 27.500 dòlars, que va acceptar.
- 1992: Tom Selleck va acceptar el Razzie al pitjor actor de repartiment pel seu paper del Rei Ferran el Catòlic a la pel·lícula Les aventures de Cristòfor Colom (Christopher Columbus: The Discovery), en un episodi d'El Show de Chevy Chase.
- 1995: El director Paul Verhoeven va ser el primer guanyador a acudir a la cerimònia dels Razzie i acceptar personalment el guardó com a Pitjor Director per Showgirls. També va recollir el Premi a la Pitjor pel·lícula.
- 1997: El guionista Brian Helgeland es converteix en el primer a guanyar en el mateix any un Oscar i un Razzie. El de l'Acadèmia per L.A. Confidential i el Golden Raspberry per El Carter, de Kevin Costner. No va acudir a la cerimònia dels Razzie però va acceptar el premi per posar-lo al costat de l'Oscar i recordar "la natura de Hollywood".
- 1999: Wild Wild West guanya cinc Razzies eixe any, inclòs el de Pitjor Pel·lícula. Robert Conrad, qui va protagonitzar la sèrie de televisió de Wild Wild West als anys 60, va acceptar tres dels cinc guardons.
- 2000: Encara que no el va acceptar oficialment, en Barry Pepper, Pitjor actor de repartiment per Battlefield Earth, va recollir el premi en persona.
- 2001: Tom Green va acceptar els cinc premis Razzie, inclòs al de Pitjor Pel·lícula, per Freddy Got Fingered. Va acudir a la cerimònia amb la seua pròpia catifa roja, i va incloure una peça d'harmònica en el seu parlament.
- 2003: Ben Affleck, després de guanyar el de Pitjor Actor per Gigli, Daredevil i Paycheck, va presentar al Razzie en el programa de Larry King.
- 2004: Halle Berry va acceptar el seu Razzie com a Pitjor actriu per Catwoman. Va fer un parlament similar al que va realitzar dos anys abans quan va guanyar l'Oscar, tot portant el premi de l'Acadèmia en una mà i el Razzie a l'altra.
- 2011: Nicola Peltz com a pitjor actriu secundària per The Last Airbender, s'ha de tenir en compte que Nicola només tenia setze anys.